# Odeon (architektura)

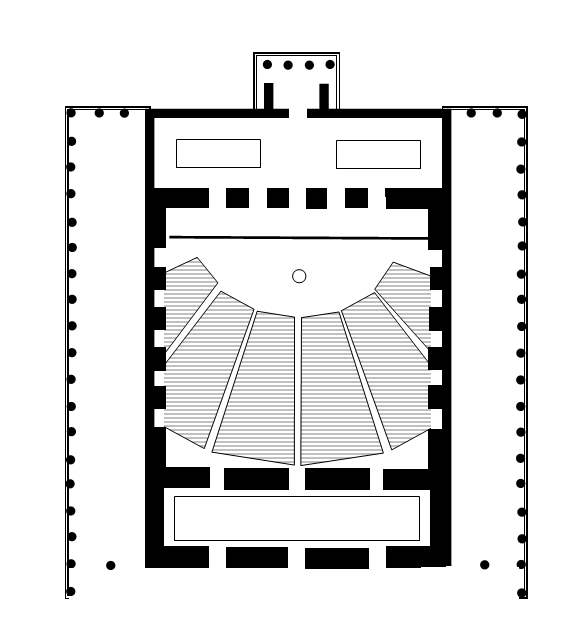
Plan odeonu (Odeon Agryppy w Atenach)

Odeon (gr. ᾠδεῖον, trl. odeion, łac. odeum) – starożytna budowla przeznaczona na występy muzyczne i teatralne. Podobnie jak teatry miała amfiteatralną widownię, ale przykrytą dachem ze względów akustycznych. Posiadała orchestrę dla chóru i podium dla muzyków. Odeony były mniejsze od teatrów.
Prawdopodobnie najstarszy odeon został zbudowany z inicjatywy Peryklesa około 442 p.n.e. w Atenach na południowo-wschodnim zboczu Akropolu. Odeony stały się popularne w czasach rzymskich. Jeden z najbardziej znanych był odeon Agryppy z 15 p.n.e., znajdujący się na ateńskiej agorze. Służył jako teatr, sala koncertowa i wykładowa. Jego widownia miała 1000 miejsc. Za największy i najwspanialszy uchodził odeon Heroda Attyka, wzniesiony w 161 n.e. przy południowo-zachodnim stoku ateńskiego Akropolu. Mógł on pomieścić od 5 do 6 tysięcy widzów. Odeony istniały także w innych miastach greckich, np. w Koryncie, Argos i miastach Azji Mniejszej. Pierwszy odeon w Rzymie został zbudowany około 86 n.e. z rozkazu cesarza Domicjana, drugi powstał za czasów Trajana.